# 2018年颶風赫克托
颶風赫克托（英語：Hurrican Hector）是個強勁且持續時間較長的熱帶氣旋，於2018年7月下旬和8月橫越太平洋。赫克托是2018年太平洋颶風季的第八個獲得命名的風暴、第四個颶風和第三個大型颶風。它起源於7月22日一個位於南美洲以北的擾動。該擾動向西移動，並在7月25日左右進入東太平洋。它在接下來的幾天裏逐漸組織起來，在7月31日中午12時成為熱帶低氣壓。大約12小時後，該系統升級為熱帶風暴，並獲命名為赫克托（Hector）。在其存在的大部分時間內，氣旋都向正西或西微北的方向移動。有利的環境使剛形成的熱帶風暴在8月2日下午6時快速增強至二級颶風的首波最高強度 。在風暴開始再次增強之前，赫克托受风切变影響而短暫減弱。赫克托在8月4日凌晨0時達到三級標準，並在不久後經歷眼牆置換循環，導致風暴不再增強。在置換循環之後，氣旋繼續組織，並形成一個被寒冷雲頂包圍的清晰風眼。
赫克托在8月6日早上以四級颶風標準越過西经140度线，進入中太平洋。它在當天下午6時左右達到風力時速250公里、氣壓936毫巴（27.64英寸汞柱）的最高強度。由於眼牆置換循環和環境條件的變化，赫克托的強度在接下來的幾天內在三級和四級之間波動。颶風在8月8日從夏威夷州的大島以南掠過。強烈的風切變使赫克托迅速減弱，並在8月11日之後開始向西北方移動。它在當日下午6時左右跌破大型颶風的標準。赫克托維持該強度長達186小時，比東太平洋洋盆有記錄的任何其他颶風還要長。隨著赫克托靠近国际日期变更线，風暴的結構迅速轉差；它在8月13日凌晨0時減弱為熱帶風暴。赫克托在中午時分進入西太平洋。然後，風暴在繼續減弱的同時大致向西移動。它在8月15日凌晨0時減弱為熱帶低氣壓，並在翌日下午6時左右消散。
風暴對陸地的影響相對較小。雖然赫克托沒有登陸，但隨著它靠近夏威夷州，大島接獲熱帶風暴觀察預警及警告，西北夏威夷群島則接獲熱帶風暴觀察預警。赫克托在夏威夷群島以南掠過時產生湧浪，在歐胡島上數十人需要被營救。

## 起源、發展和首波最高強度
颶風赫克托的起源可以追溯到7月22日左右，一個位於法屬圭亞那和蘇利南以北的低緯度擾動。在那之前該擾動的路徑存在不確定性：由於有撒哈拉乾空氣，整個熱帶大西洋的雷暴活動減弱，熱帶輻合帶向南移且沒有波動；上述因素使追蹤到特定的东风波而成的擾動變得不可能。赫克托的前身在向西移穿越南美洲北部時開始產生對流，並在7月25日進入東太平洋洋盆。翌日在中美洲南部和墨西哥南部形成一道低壓槽。國家颶風中心（NHC）在7月26日首次提及熱帶氣旋發展的可能性。位於由开尔文波和馬登－朱利安振盪推動的有利環境中，擾動在接下來的五天裏大致上繼續向西移動，並逐漸變得更有組織。該系統在7月31日中午12時左右於下加利福尼亞半島最南端西南偏南約1,295公里處發展為第十號熱帶低氣壓。當時，該系統在其北方的一道深層高壓脊的影響下向西北偏西移動。最初，該低氣壓的形狀並不規則，環流被拉長，但在接下來的12小時內其結構逐步改善，並在8月1日凌晨0時成為熱帶風暴赫克托。

8月2日，正處首波最高強度的颶風赫克托

增強為熱帶風暴後，由於東向风切变增加，赫克托在數小時內結構仍然混亂，其大部分對流向南和西面切離。不過，攝氏27至28度的高海面溫度仍能使赫克托在當天中午12時開始為期30小時的快速增强時期。大約在那個時候，低層和中層中心變得更加整齊，彎曲的帶狀特徵亦有所增加。隨著上述高壓脊在赫克托以北增強，系統轉向西移。在接下來的數小時裏，赫克托的組織大幅改善，其低層中心明顯嵌入深層對流中，並形成一個中層風眼。赫克托在8月2日中午12時左右增強為萨菲尔-辛普森飓风风力等级內的一級颶風，在卫星影像上可見其發展出一細小風眼。六小時後，風暴達到最大持续风速每小時165公里、最低氣壓975毫巴（28.79英寸汞柱）的首波最高強度，屬二級颶風標準。此後不久，赫克托開始減弱，它的風眼被雲層填塞，北側的眼牆由於北向風切變而受到侵蝕。在接下來的數小時裏，赫克托的結構繼續轉差，風眼變得幾乎無法與四周的雲層區分開來，並形成第二個同心眼牆結構。風暴強度在8月3日中午12時左右以一級颶風標準觸底，並繼續向西移動。

## 增強及最高強度

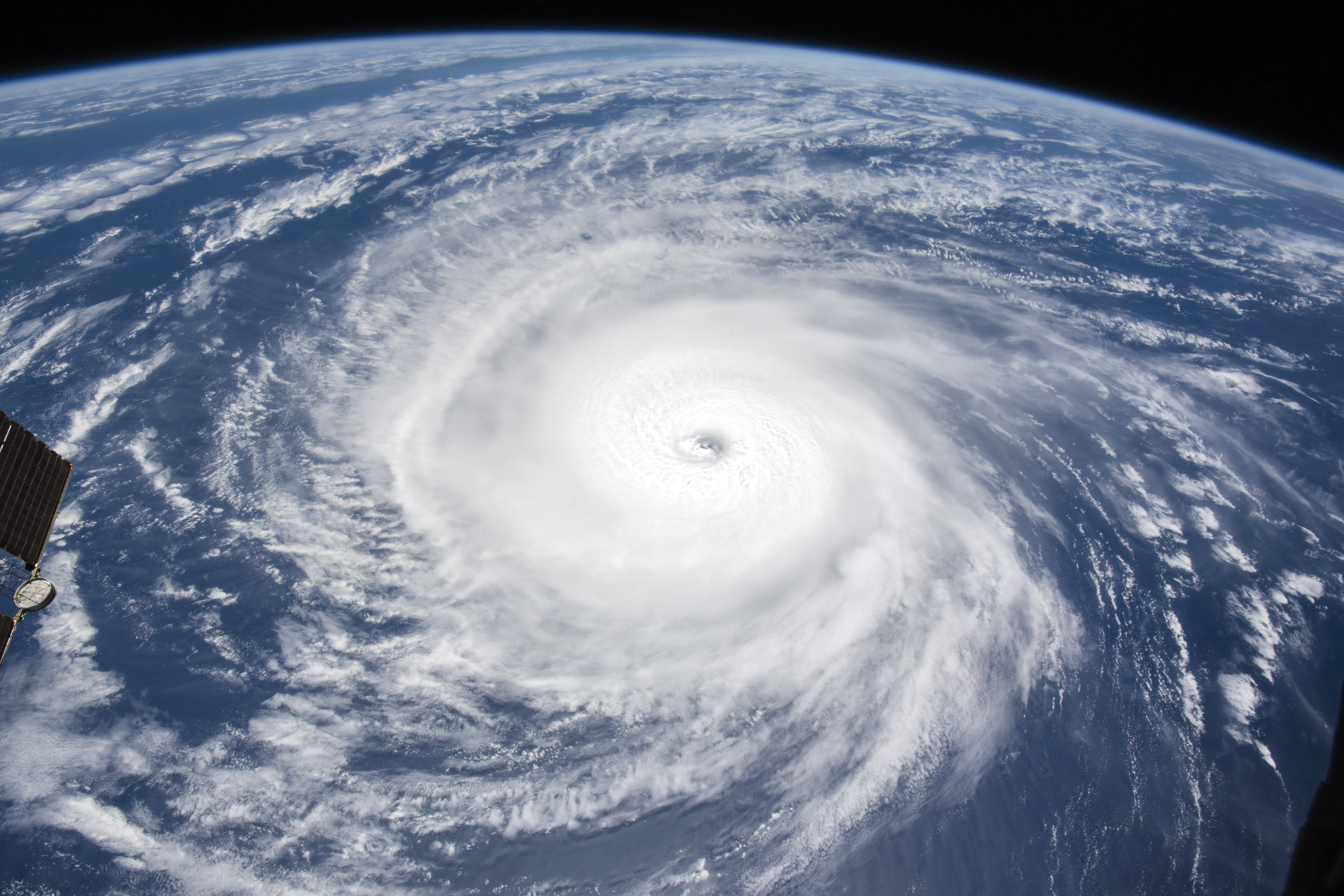
8月7日，國際太空站拍下颶風赫克托的照片

此後不久，赫克托橫越海面溫度略低，但風切變較弱且中層濕度有所提升的海域，風暴開始增強。隨著對流在眼牆內增強，風暴的風眼在衛星影像上被清空。赫克托在8月4日凌晨0時左右於下加利福尼亞半島最南端西南偏西約2,705公里處增強成三級大型颶風。當天較後時間系統開始進行眼牆置換循環。六小時後，大約在晚上9時，眼牆置換循環完成，系統只剩下一個眼牆。那時，氣旋亦開始獲得一些環狀特徵。颶風的結構在8月5日開始轉差，到中午12時風眼變得不甚清晰。同時，微波影像顯示出兩個同心眼牆，表明赫克托正進入第二次眼牆置換循環。完成眼牆置換循環後，赫克托在晚上6時達到四級颶風標準。颶風呈現出對稱的中心密集雲團區，在其餘地方幾乎沒有帶狀特徵，這是環狀熱帶氣旋的特徵。
由於位於夏威夷群島東北方的副熱帶高壓脊出現弱點，赫克托開始向西微北移動。颶風在8月6日上午6時後不久越過西经140度线，進入中太平洋颶風中心（CPHC）的責任區域。當時赫克托擁有清晰的風眼，四周被攝氏-70至-80度的雲層環繞著。大約六小時後，第53氣象偵察中隊的一架飛機在巡視氣旋時使用階梯式頻率微波輻射計（SFMR）錄得每小時254公里的風速。赫克托在晚上6時左右達到最大持續風速每小時250公里、最低氣壓936毫巴（27.64英寸汞柱）的最高強度。此後不久，隨著該高壓脊繼續減弱，風暴轉向西北偏西移動。颶風維持最高強度大約六個小時，之後進入中層乾空氣區便開始減弱。儘管結構略為轉差，赫克托仍然維持一直徑19公里寬的風眼。

## 掠過夏威夷州以南及第二波最高強度

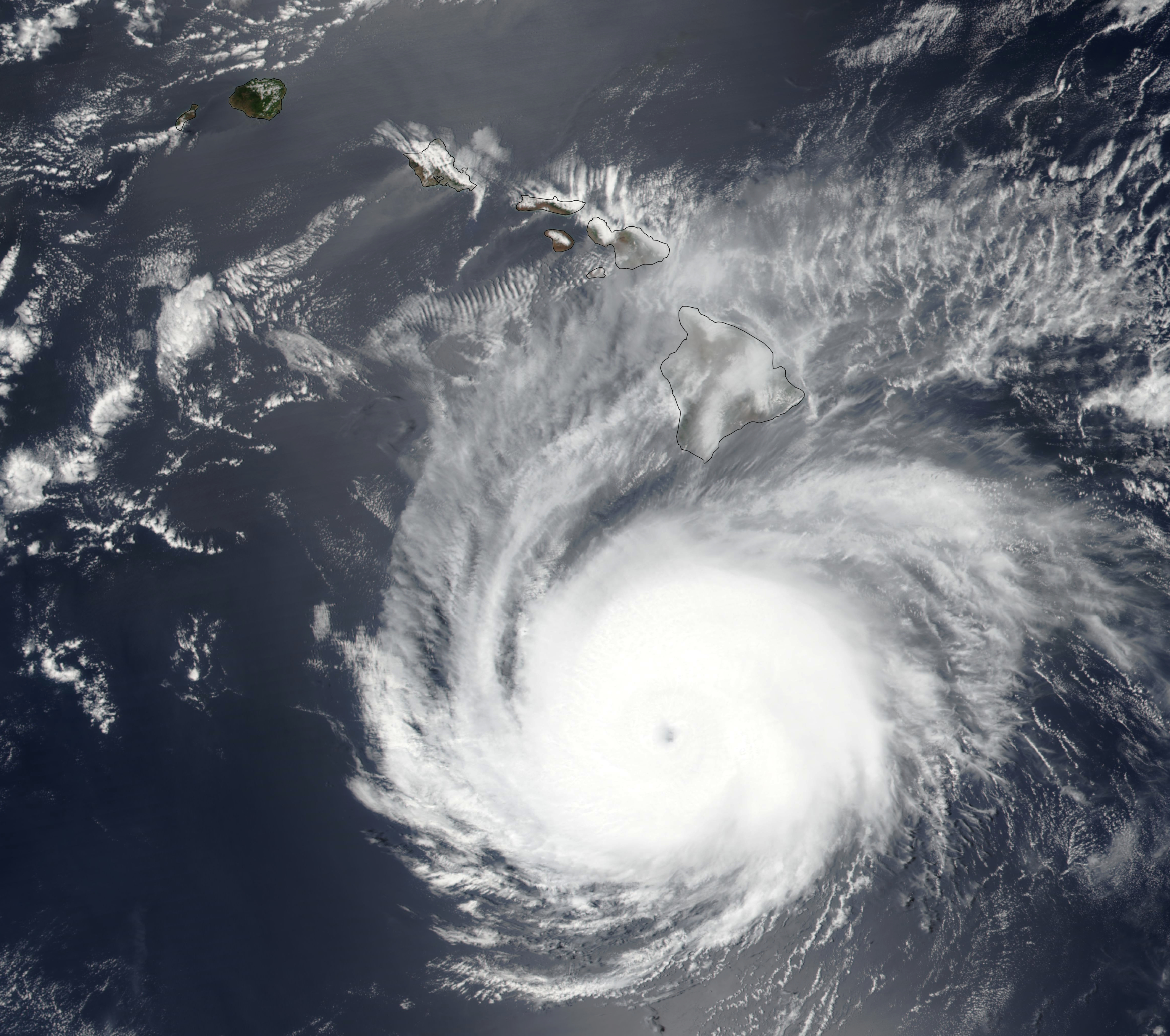
8月8日晚上，赫克托最接近夏威夷州的一刻

隨着赫克托靠近夏威夷州，受中層乾空氣、低海洋熱含量及攝氏27度的海面溫度影響，其減弱趨勢仍然持續。隨着系統向西移動，颶風的風眼有所縮小，在衛星影像上幾乎無法與四周的雲層區分開來。赫克托在8月8日於大島以南約370公里處掠過時強度跌至三級颶風的下限。來自夏威夷的WSR-88D雷達以及微波和衛星影像顯示，赫克托在此期間進行第三次眼牆置換循環。
颶風赫克托在8月6日至8日於大島附近掠過時導致該島接獲熱帶風暴觀察預警及警告，並在8月9日至13日在约翰斯顿环礁和帕帕哈瑙莫夸基亞國家海洋保護區的各個島嶼附近掠過時導致當地接獲熱帶風暴觀察預警。儘管預測顯示赫克托只會掠過夏威夷州以南而不會登陸，但民眾對因基拉韋厄火山持續噴發而流離失所的居民的安全表示擔憂，其中許多人住在無法抵禦颶風吹襲的臨時帳篷中。當局計劃將居民重新安置到更堅固的建築物中。總體而言，風暴對夏威夷州的影響相對較小；大島南岬錄得兩分鐘持續風速為每小時42公里，希洛國際機場則錄得4.3毫米的降雨。由於預計未來24小時內將出現烈風，希洛港和卡威希港在8月7日關閉，以中斷一切的交通往來。夏威夷州的所有港口在8月10日恢復正常運作。同樣在8月8日，夏威夷縣代理市長威爾·奧卡比（Wil Okabe）宣佈該縣進入緊急狀態。隨著颶風在8月8日從該島以南掠過，夏威夷縣所有為缺席人士而設的步入式投票站都被關閉。與此同時，據報導，大島向南的海岸錄得6.1米高的湧浪。由於颶風產生的危險湧浪，在歐胡島上當局至少營救90人。
在掠過夏威夷州之後，赫克托在8月9日橫過海面溫度略高且海洋熱含量更高的區域，風暴開始另一個增強期。眼牆置換循環完成後，風眼溫度上升，眼牆雲頂變冷。赫克托在8月10日晚上6時左右達到風力時速220公里的第二波最高強度，屬四級颶風標準。大約在那個時候，當它繞過位於東北方的副熱帶高壓脊邊緣時，系統開始轉向西北偏西移動。

## 減弱及消散

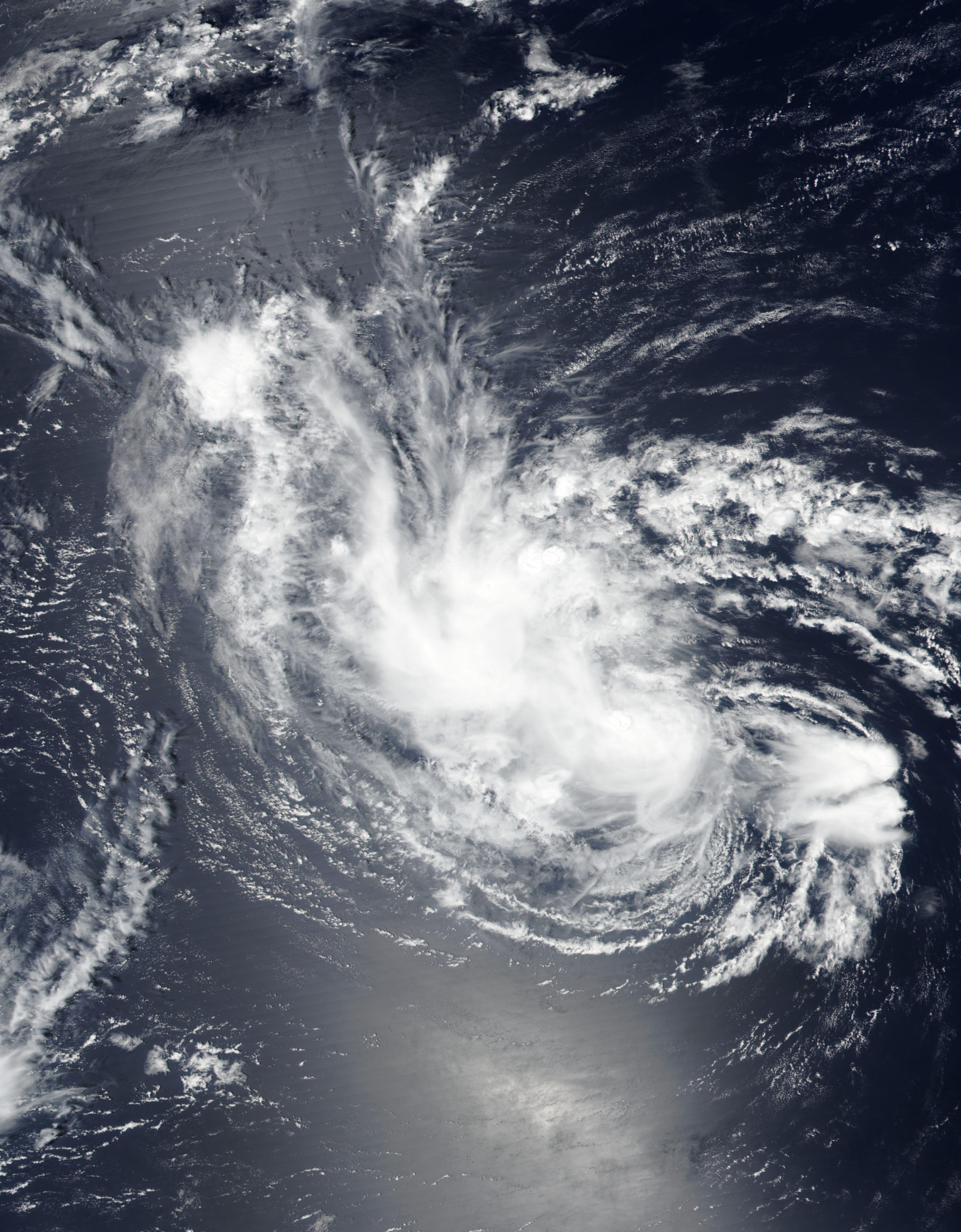
8月14日早上，進入西太平洋後不久的熱帶風暴赫克托

位於国际日期变更线以東的上層低氣壓帶來南向風切變，赫克托開始再度減弱並採取更偏西北的路徑移動。結果，風眼在8月11日被雲層填塞。8月11日下午6時左右，赫克托跌破大型颶風的標準，這是颶風在該強度維持長達186小時後首次出現這種情況。到8月12日上午，颶風的風眼在衛星影像上已經無法看見，紅外線影像上只剩下一個較暖的雲頂區域。隨着風切變進一步增強到時速55公里，赫克托很快便開始快速減弱；結果氣旋的外觀迅速轉差。當天晚上，由於強烈的風切變繼續影響該系統，赫克托的低層中心似乎被切離至其雷暴活動的南方。赫克托在8月13日凌晨0時左右減弱為熱帶風暴。與赫克托相關的對流在8月13日開始消散，使低層中心未能被完全覆蓋；剩下的只是一片卷云區。赫克托在8月13日下午3時後不久以弱熱帶風暴的標準進入西太平洋，進入日本氣象廳（JMA）的責任區域。大約在那個時候，一片對流在低層中心西北方有所爆發。當赫克托離開東太平洋洋盆時，它擁有自1994年颶風約翰以來太平洋颶風中累積的最高气旋能量指数。
赫克托越過國際日期變更線後，日本氣象廳將其歸類為熱帶風暴，10分鐘持續風速為每小時75公里。與此同時，聯合颱風警報中心（JTWC）估計赫克托的1分鐘持續風速亦為每小時75公里。進入西太平洋後，赫克托在副熱帶高壓的影響下向西移動。8月14日，熱帶風暴的結構由一些弱帶狀特徵和一個部分被對流覆蓋的低層中心所包含。同時，赫克托位於一個充滿乾空氣、偏低至中等風切變和攝氏27度的海面溫度的環境中。上午6時左右，聯合颱風警報中心將赫克托降格為熱帶低氣壓。當天，風暴結構內的對流越來越混亂。然而，赫克托在8月14日下午6時左右重新增強為一風力時速75公里的熱帶風暴。與此同時，風暴在繞過副熱帶高壓的南部邊緣時轉向西北偏西移動。8月15日凌晨0時，日本氣象廳將赫克托降格為熱帶低氣壓。同時，聯合颱風警報中心表示赫克托已經轉變成亞熱帶風暴，而強度則沒有變化。聯合颱風警報中心在8月15日中午12時左右將赫克托降格為亞熱帶低氣壓。聯合颱風警報中心繼續追蹤赫克托直到8月16日上午6時，而日本氣象廳則監測氣旋直到當天下午6時。

## 外部連結
- 美國國家颶風中心有關颶風赫克托的公告存檔（页面存档备份，存于）
- 中太平洋颶風中心有關颶風赫克托的公告存檔（页面存档备份，存于）